# 赤白パネルマッチ
『グリコ 赤白パネルマッチ』（グリコ あかしろパネルマッチ）は、1969年8月8日から1971年8月27日までフジテレビ系列局で放送されていたフジテレビ製作のゲームバラエティ番組である。江崎グリコとグリコ協同乳業のグループ単独提供。放送時間は毎週金曜 19:00 - 19:30 （日本標準時）、ただし1971年1月1日（金曜）は19:00 - 21:56に『新春スターかくし芸大会』が編成されたため、17:00 - 17:30に繰り上げた。

## 出演者

### 司会
- ロイ・ジェームス（1969年8月 - 1970年8月）
- 長谷川肇（1970年9月 - 1971年8月）

### アシスタント
- 竹下典子（1969年8月 - 1970年8月）
- 滝良子（1970年9月 - 1971年8月）

### 運び役
- 坂本新兵
- ほか

### カメの声・主題歌
- 熊倉一雄 - 長谷川肇時代に担当。冒頭でマペットのカメが歩き、転んだ場面が「ズッコケカメ」パネルになる演出があった。

## オープニング
毎回のオープニングは、司会時期によって異なっていた。
ロイ時代
真っ暗なスタジオにパネルの電飾が映され、「提供 江崎グリコ グリコ乳業」が映し出されたところでグリコのコマーシャルソング（通称：グリココール）が流れた。そしてスタジオの照明が点いたところで「○番！」「×番！」「▲番！」という家族風の声でパネルがどんどん開き、「グリコ赤白パネルマッチ」とタイトルが出て終わっていた。
長谷川時代
冒頭でカメのパペットが歩き、転んだところでそのシーンが「ズッコケカメ」パネルに変わり、ズームアウトして全パネルが現れ、熊倉一雄と女性コーラスによる主題歌が流れた。歌が終わると、熊倉の「グリコ赤白パネルマッチが始まるよー！」の声がした後、女性コーラスのグリココールが出て終わっていた。

## ルール
2組の親子ペアもしくは兄弟姉妹によるペアが出場し、神経衰弱ゲームで競い合う。
1 - 30の数字が書かれたパネルには賞品が隠されており（一部賞品以外のパネルがある。また、1品だけポッキー・アーモンドチョコレート・ワンタッチカレーといったグリコ商品が入っている）、神経衰弱形式でパネルを1枚めくった後、もう一枚が同じ賞品だったら「パネルマッチ」といって、賞品を獲得し続けてパネルをめくることができた。ただし1枚めくった後、もう1枚が違う賞品だったら次のペアにバトンタッチされた。パネルは5列6行の30枚（当初は36枚）で、賞品はアトランダムに隠されていた。
賞品以外のパネルの中には、「いただき」、「さしあげ」（ルール変更後は「とりかえ」）、「なぞなぞ」（博士の顔。ロイ・ジェームス時代のみ）、「（グリコの）ゴールインマーク」、「ズッコケカメ」（1枚）、パスパネル（1枚）があり、「いただき」だと相手の獲得賞品を貰う権利が与えられ、「さしあげ」だと自分の獲得賞品を与える義務が課された（「とりかえ」は、自分の獲得した賞品と相手の獲得した賞品を取り替える）。獲得した賞品が無ければ不成立とされた。「なぞなぞ」を引くと司会者からなぞなぞが出され、当たると賞品が獲得できた。
また、「ゴールインマーク」はオールマイティーのパネルであり、他のすべてのパネルマッチが可能であり、たとえば、カラーテレビのパネルを開いた後にゴールインマークだと、カラーテレビの獲得になった。その後もう一枚のカラーテレビのパネルが出た場合は、片割れ（パス）となった。運よく2枚のゴールインマークのパネルをマッチさせると「ダブルグリコ」といって、ヨーロッパ旅行に招待されたが、めったに出ることは無かった。
運悪くズッコケカメのパネルを引き当てると、それまで獲得した賞品が全て没収された。没収された賞品は、その回のズッコケカメの場所ナンバーを的中させた葉書の中からその場で抽選をし、1通につき1品をプレゼントしていた（ダブルグリコで獲得したヨーロッパ旅行は除く。葉書はその回のみ有効）。
パネルマッチになったパネルは、絵文字のパネルに変わるが、ゲーム後半には、パネルマッチが完成した都度絵文字から読み取れるひとつの文章を言い当てた（絵解き。解答権は賞品を多く取ったチームが先）。それに正解であれば、そのペアの優勝となってゲームが終了となった。正解チームには、豪華賞品がプレゼントされた。双方とも不正解になって賞品無しとなる場合もあった。
なお、優勝賞品は優勝ペアが決定するまで公開せず、CMを挿んだ後に公開することになっていた。これは、賞品無しの時でも同様であった。

## 補足
- ルール説明は、ロイ・ジェームス時代にはロイが自らが、長谷川肇時代にはアシスタントの滝がそれぞれ説明していた。
- ズッコケカメの場所は、ロイ・ジェームス時代には秘密にされていたが、長谷川肇時代にはゲームをやる前に視聴者のみに分かるようにテロップで伝えていた。
- パネルマッチになって賞品が獲得された時には、すぐさま運び役（坂本新兵ほか）によって当たった賞品を公開していたが、グリコ商品が獲得となった時には、その商品の30秒CMを流した後に公開するようになっていた。
- 次番組『コートにかける青春』以降のグリコ提供番組ではオープニングのクレジットがテロップのみとなったため、グリココールが流れる番組はこの番組が最後となった（『グリコがっちり買いまショウ』はインストゥルメンタルヴァージョン）。
- タイトルにある「マッチ」は、「合致」と「試合」の2つの意味を持たせている。

## エピソード
2代目司会の長谷川肇は、「ズッコケカメ」パネルの影響で「カメが可哀想だ」と思い、1970年10月18日に当時のフジテレビの近くの月桂寺で「カメ供養」を行い、長谷川自身がお経を上げた。そして、使えなくなった人形を持参した小・中学生には、先着50名に「カメ人形」（オープニングに出るカメパペットと同形の人形）をプレゼントした。

## 関連商品
フジテレビ系全国放映「赤*白パネルマッチ」主題歌・挿入歌
制作・発売：株式会社サン企画 / SR-3501
(A) 赤*白パネルマッチの歌
作詞：若松静夫 / 作曲：玉野良雄 / 唄：熊倉一雄、トリオ・ポアン
(B) ズッコケ・ソング
作詞：みつよしあきら / 作曲：玉野良雄 / 唄：熊倉一雄、トリオ・ポアン

## ネット局
特記の無い限り全て放送時間は金曜 19:00 - 19:30、同時ネット。
- フジテレビ（制作局）
- 札幌テレビ[4]
- 青森放送[5]
- 秋田放送（1969年8月 - 同年9月）[6]
  - 秋田テレビ（1969年10月から）[5]
- 山形放送（1969年8月 - 1970年3月）[7]
  - 山形テレビ（1970年4月から）[8]
- 岩手放送：水曜 18:00 - 18:30[9]
- 仙台放送[10]
- 福島テレビ（1969年8月 - 1970年3月）[7]
  - 福島中央テレビ（1970年4月から）[11]
- 新潟放送：金曜 18:00 - 18:30[12]
- 富山テレビ[12]
- 石川テレビ[12]
- 福井放送[13]
- 長野放送[14]
- 山梨放送[15]
- テレビ静岡[16]
- 東海テレビ[17]
- 関西テレビ[18]
- 日本海テレビ[19]
- 西日本放送[20]
- 広島テレビ[20]
- 山口放送[21]
- 四国放送[22]
- 南海放送[23]
  - テレビ愛媛（1969年12月開局時から）[21]
- 高知放送[21]
- テレビ西日本[24]
- サガテレビ[24]
- 長崎放送[25]
- テレビ熊本[25]
- 大分放送[21]
- 宮崎放送[26]
- 南日本放送[26]